# Lontano da tutto (singolo)
Lontano da tutto è il brano musicale di debutto di Serena Abrami, con il brano la Abrami prende parte al Festival di Sanremo 2011 nella categoria "Nuove Proposte", dove si classifica quarta. Il brano, scritto e pensato per lei da Niccolò Fabi, viene inserito nell'omonimo EP, oltre che nella compilation sanremese Sanremo 2011.
Il 21 febbraio 2011 viene pubblicato il videoclip con patrocinio della Regione Marche; è diretto da Rocco Papaleo con la partecipazione del giovane attore Paolo Briguglia.

## Tracce
Download digitale
1. Lontano da tutto  - 3:40

## Classifiche
| Paese  | Posizione raggiunta |
| ------ | ------------------- |
| Italia | 61                  |